# Estación Ramadillas
Ramadillas fue una estación que se ubica en la comuna chilena de Arauco y formó parte de FC Particular a Curanilahue, que pasó a manos de los  Ferrocarriles del Estado en la década de 1950. Actualmente forma parte del subramal Concepción-Curanilahue, pero la estación y este tramo fueron levantados, quedando únicamente el puente ferroviario del río Carampangue.